# 华俄道胜银行制钱票

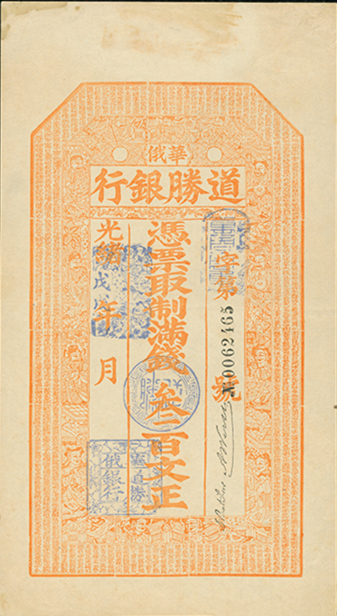
华俄道胜银行 满钱300文制钱票

华俄道胜银行制钱票，是华俄道胜银行在中国发行的以制钱计值的纸币。

## 历史
1894年中日甲午战争后，清政府为筹措战争赔款向俄国、法国、德国借款。俄国以此为契机，联合法国金融资本家共同筹建“华俄道胜银行”，总行设在俄国首都圣彼得堡。该行是代表俄国在华利益的金融机构，最早成立于1895年12月，成立之初为俄国和法国合资，1896年中国入股后成为三国合资，但始终由俄国掌控。华俄道胜银行的成立，不仅促进了俄国本国货币卢布（羌帖）向中国的流入，而且根据华俄道胜银行的章程，该行在中国所开展的业务包括发行货币。1898年，华俄道胜银行按照在中国东北的满洲里以及内地的一些地区发行制钱票和银两票，分别以制钱和银两为计值单位，与当时中国本国纸币的单位相同。
制钱票是中国特有的纸币形式，以制钱计值，有文、吊、贯、串、缗等单位。华俄道胜银行发行的制钱票由法国印制，面额有100文、200文、300文、500文、1000文等多种。

## 形制
票券上方横额分两行合为“华俄道胜银行”银行名，中间方框内竖印三行，中行为“凭票取制满钱××文正”字样，面值上钤有圆形篆字“道胜”图章；右行为7位阿拉伯数字序列号，号码下方有外文签字，上方盖长方形篆字图章；左行为“光绪戊戌年 月”，并盖有长方形押花图章，下方钤有“华俄道胜银行”图章。票券四周从内到外有人物和文字两层装饰框。